# ظهیرالسلطان والا
حسین میرزا، ملقب به ظهیرالسلطان، شاهزاده قاجار و پسر محمدحسن میرزا معتضدالدوله و مادرش دختر خانلر میرزا (هر دو پدر و مادرش نوه عباس میرزا) بود.
او از نزدیکان محمدعلی‌شاه قاجار به شمار می‌رفت و در رویدادهای باغشاه در شمار مستبدین فعالیت می‌کرد.
ظهیرالسلطان پدر بدرالملوک همسر احمدشاه قاجار بود.او همچنین نقاش هم بود.